# Villejuif
Villejuif je južno predmestje Pariza in občina v departmaju Val-de-Marne osrednje francoske regije Île-de-France. Leta 1999 je imelo naselje 47.384 prebivalcev.

## Administracija
Villejuif je sedež dveh kantonov:
- Kanton Villejuif-Vzhod (del občine Villejuif: 20.842 prebivalcev),
- Kanton Villejuif-Zahod (del občine Villejuif: 26.542 prebivalcev).

## Zgodovina
Villejuif je bil prvikrat zapisan v papeški buli iz leta 1119 kot Villa Judea.